# 普魯伊特-伊戈公寓

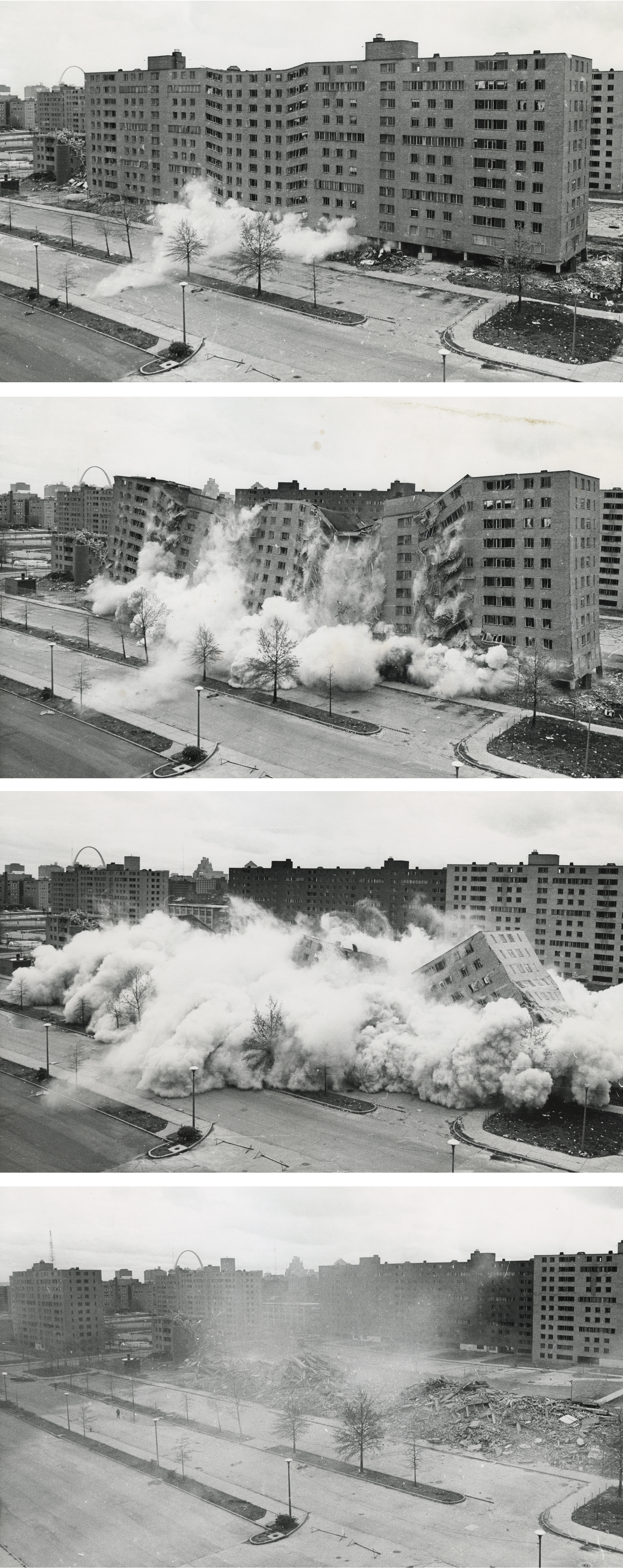
1972年4月，“普魯伊特-伊戈”爆破拆除過程由電視台直播

普魯伊特-伊戈公寓（英語：Pruitt–Igoe）是一個位於美國密蘇里州聖路易斯市的一個公營住宅。是美國二十世紀五十年代國家主導的住房計畫的重要成果，也是美國都市更新計畫失敗的一個縮影。普魯伊特-伊戈公寓于1956年建成，但短短數年內就迅速衰落，貧困，犯罪和種族衝突盛行，最後被迫與1970年代全部爆破拆除。
該公寓設計者為美籍日裔著名建築師山崎實，他的作品還有紐約世界貿易中心和蘭伯特-聖路易斯國際機場航廈。

## 歷史
第二次世界大戰前後，聖路易斯市人口上升到頂峰，市區日趨擁擠，而市政建設仍十分落後。市內仍存在大量的老舊房屋，被媒體評論為“類似查爾斯·狄更斯筆下那個年代的住宅”。1920年代至1940年代，聖路易斯住宅大幅度老化，據估計當時全市仍有85,000個家庭居住在集體宿舍（英文：Tenement，為多個家庭共同居住的集體宿舍）內。1947年市政府調查，有33,000家庭沒有獨立衛生間。中產及以上階層開始逃離市區，市區主要由低收入者居住，非裔美國人集中在城北，兩者涇渭分明而又不斷在舊城擴張自己的勢力範圍。由於擔心土地價值下降，以及貧苦帶來的一系列社會問題蔓延，聖路易斯政府開始推行一系列都市更新計畫，重點在於改善市區中央商圈外圍的城市風貌。然而積重難返，以致士紳化的希望近乎不可能實現。
1947年，聖路易斯市有計畫翻修黑人貧民為主居住的“德索托-卡爾”區（ DeSoto-Carr）。市政府希望能拆除年久失修的老房子，代以現代化的二層或三層普通居民樓和一個社區公園，但這個計畫並未實現。1949年，新上任的民主黨市長約瑟夫·達斯特和共和黨為主的密蘇里州政府認為，應當徹底的拆除該區貧民窟，代之以高層高密度的公營住宅（政府房）。政府認為這個計畫能夠拉升聖路易斯房地產市場，並且和一系列新公園，新購物中心結合改變城市的面貌。達斯特與1951年向公眾發表講話：
我們必須重建我們的城市，並將她的心臟地區清理乾淨。貧民窟是社會和人心陰暗面的產物，每個人都有責任。因此我們每個人都要行動起來，把這個錯誤改正過來。
1948年，選民否決了為該計畫提供公共貸款的議案。但1949年住房法案在國會通過後，密蘇里州政府以此為依據宣布計畫的實施。達斯特的計畫被出身密蘇里州的美國總統哈里·S·杜魯門認可，成為當時風行美國各大工業衰退的大城市城市更新計畫的一部分。市政府成立“聖路易斯拆遷和再開發管理局”（St. Louis Land Clearance and Redevelopment Authority），負責城市內環貧民窟的拆遷，清理和低價出售給願意開發的私人。市政府希望以及喚回中產階級的回歸和商業的進駐。同時，另一個政府機構“聖路易斯房管局”（St. Louis Housing Authority）成立，負責修建和管理新的政府房給遷出的貧民居住。
至1951年，聖路易斯市政府收到的聯邦政府撥款總數可以興建5800套住宅。第一個上馬的政府房項目為“科克倫花園”（Cochran Gardens），1953年完工，由12幢大樓組成，共有704個單元，主要供低收入者居住。“普魯伊特-伊戈”為第二個完成的小區。其他還有“達斯特-韋伯”（Darst-Webbe ）和“梵高”小區（Vaughn）。”普魯伊特-伊戈“最初設計成給出身中產階級家庭的年輕成員租住。符合當時種族隔離的社會習慣，黑人和白人居住在不同的大樓。“達斯特-韋伯”最初也是為低收入者設計的。1956年，密蘇里州在政府房上廢除了種族隔離。

## 設計和建造

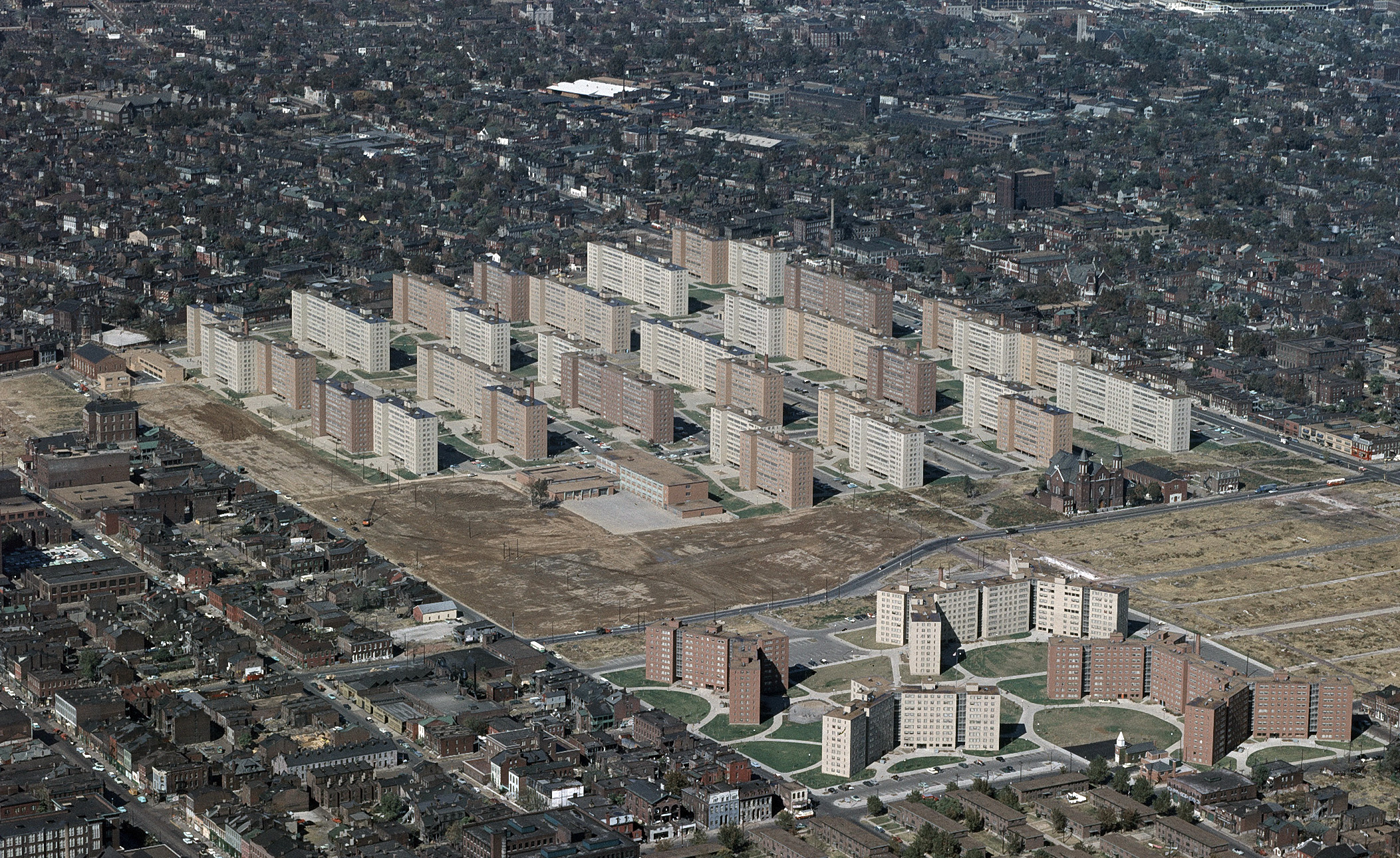
普魯伊特-伊戈小區由33幢住宅樓組成，每幢高11層，總佔地面積57公頃 ，位於聖路易斯市近北區（Near North Side）。 前景四幢大型分支狀大樓為梵高小區（現在也被拆除）。圖中還可以見到普魯伊特學校（居民區前一幢四層樓建築）和聖斯坦尼斯洛斯·科斯特卡天主堂（畫面右側），兩者至今尚存。

1950年，聖路易斯市政府聘請雷恩韋伯，山崎實和赫爾姆特開設的建築設計所負責設計。公寓得名與兩位聖路易斯名人：第二次世界大戰時美國空軍戰鬥機飛行員溫德爾·普魯伊特（非裔美國人）和聯邦眾議員威廉·伊戈。市政府亦以兩人名字分別命名小區內白人居住區（威廉·伊戈公寓）和黑人居住區（溫德爾·普魯伊特上尉之家）。 環繞公寓的主幹道路為北20街（North 20th Street，東），傑斐遜北路（North Jefferson Avenue，西），卡爾街（Carr Street，南），和卡司路（Cass Avenue，北）。這是日裔設計師山崎實擔綱的首個作品，後來他因設計紐約世界貿易中心而一舉成名。山崎原本的計畫是修建一個有高層，中層和小樓不同構造的綜合小區，最初聖路易斯政府通過了這一方案。但在當時韓戰爆發，政府控制力度加強的背景下以不夠節約建築材料的理由被否決。最後方案為相同構造的11層共公寓樓。
1951年《建築學論壇》（Architectural Forum）雜誌刊發文章，讚頌山崎實的設計“給聖路易斯貧民區動了一個大手術”，是“該年度設計最佳的公寓樓”。小區人口密度設計值為每英亩50戶，略高於市區貧民窟。設計思想符合當時風行一時的功能主義建築泰斗勒·科比意在“國際現代建築學會”（International Congresses of Modern Architects）上提出的理念。人們居住在11層高樓上，騰出地面空間用作社區活動。《建築學論壇》稱之為：“低收入人群的垂直型社區”。大樓之間由行道樹環繞，亦符合建築師哈蘭德·巴塞羅謬（Harland Bartholomew）提出的理念。
1955年，普魯伊特-伊戈公寓全部落成，共有33幢11層公寓樓，小區佔地57英畝（約23公頃），共有2,870套公寓，為當時全國最大的一個公寓小區。

## 衰落

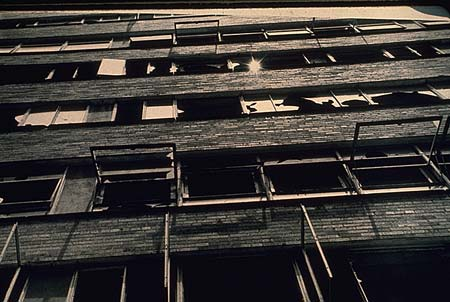
嚴重荒廢的普魯伊特-伊戈公寓。由於窗戶幾乎被破壞殆盡導致房子結構一覽無餘

1956年，密蘇里最高法院裁決禁止住房中種族隔離。1957年，普魯伊特－伊戈公寓居住率達到歷史最高的91%，隨後就開始下降。 不同的資料對居住率的記載略有不同。
70年代前，普鲁伊特-伊戈公寓因为汽车普及导致的城市郊区化而失去吸引力，加上60年代频繁的种族冲突，白人中产阶级家庭大量搬走，低收入人群占据了绝大多数区域。由于政府没有给这些低收入者提供太多工作机会，人们为了生计而参与犯罪，导致公寓区和周边住宅区犯罪率激增，进一步导致公寓入住率下滑。由于公寓环境维护和治安巡逻是由租金支撑的，公寓入住率下降导致资金紧张，公寓周边设施老化损坏却无人管理，维护成本越来越高，犯罪率也出现爆炸式增长，圣路易斯市政府最终决定拆除这个公寓小区。1968年，聯邦住房部開始鼓勵其餘居民離開公寓。

## 拆除
1971年12月，州和聯邦當局同意用炸藥拆除普魯伊特-伊戈的兩座建築物。經過幾個月的準備，1972年3月16日下午3時，第一棟建築被爆破。第二棟建築於1972年4月21日倒塌。在第一階段的6月9日發生內爆之後，第一階段拆除工作已經結束。由於政府取消了重建計劃，在接下來的三年中，其餘的公寓楼在爆破声中倒下。1976年，隨著最後一塊区域的拆除，該地點最終被清理。但由于圣路易斯市人口持续下滑以及市政府财政紧张，截至2020年，前普魯伊特-伊戈旧址仍未開發。在它的東南角，毗鄰現在的私立學校，建造了新的公立學校：蓋特威中學和蓋特威小學，結合了以科學和技術為基礎的磁石學校，以及以軍事為主題的普魯特軍事學院中學。公寓周圍的前DeSoto-Carr貧民窟也被拆除，取而代之的是低密度的單戶住宅。

## 圖集

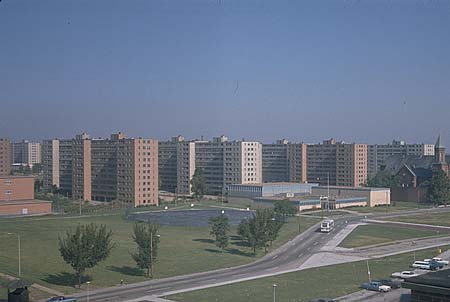
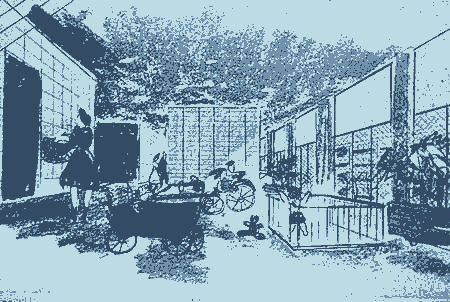
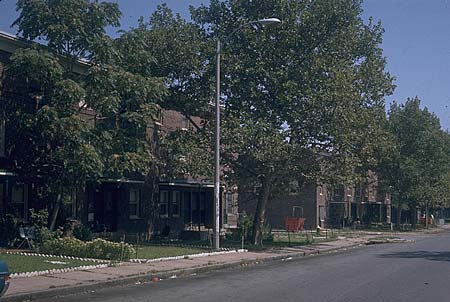

## 外部連結
- . tjrhino1.umsl.edu.   [2022-12-14]. （原始内容存档于2023-03-20）.
- . Pruitt Igoe Now.   [2022-12-14]. （原始内容存档于2013-07-09）.